# فدا محمد خان
فدا محمد خان (باللغة الأردية: فدا محمد خان)؛ (24 نوفمبر 1919 - 20 ديسمبر 2007) كان اقتصاديًا ومحافظًا باكستانيًا محافظًا شغل منصب حاكم مقاطعة خيبر بختونخوا في ظل الحكومة العسكرية لمحمد ضياء الحق من عام 1986 حتى 1988. وكان أحد الأعضاء المؤسسين لرابطة مسلمي عموم الهند في المقاطعة الشمالية الغربية قبل عام 1947.

## جوائزه ووفاته
- وسام نيشان الامتياز من حكومة باكستان لخدماته.[1]
- توفي في 20 ديسمبر 2007 في بيشاور بعد مرض طويل في سن 88.[2]